# Пажеу-ду-Пиауи
Пажеу-ду-Пиауи (порт. Pajeú do Piauí) — муниципалитет в Бразилии, входит в штат Пиауи. Составная часть мезорегиона Юго-запад штата Пиауи. Входит в экономико-статистический микрорегион Сан-Раймунду-Нонату. Население составляет 3363 человека на 2010 год. Занимает площадь 986,949 км². Плотность населения — 3,41 чел./км².

## Демография
Согласно сведениям, собранным в ходе переписи 2010 г. Национальным институтом географии и статистики (IBGE), население муниципалитета составляет:
| Полное население                               | Полное население                               | Полное население                               | Полное население                               | 3363  |
| ---------------------------------------------- | ---------------------------------------------- | ---------------------------------------------- | ---------------------------------------------- | ----- |
| в том числе:                                   | Городское население                            | 1426                                           | Процент городского населения, %                | 42,40 |
|                                                | Сельское население                             | 1937                                           | Процент сельского населения, %                 | 57,60 |
|                                                | Мужское население                              | 1744                                           | Процент мужского населения, %                  | 51,86 |
|                                                | Женское население                              | 1619                                           | Процент женского населения, %                  | 48,14 |
| Плотность населения, чел/км²                   | Плотность населения, чел/км²                   | Плотность населения, чел/км²                   | Плотность населения, чел/км²                   | 3,41  |
| Население муниципалитета в % к населению штата | Население муниципалитета в % к населению штата | Население муниципалитета в % к населению штата | Население муниципалитета в % к населению штата | 0,11  |

По данным оценки 2016 года, население муниципалитета составляет 3308 жителей.

## История
Город основан 26 января 1994 года. 

## Статистика
- Валовой внутренний продукт на 2003 год составляет 5 060 236,00 реалов (данные: Бразильский институт географии и статистики).
- Валовой внутренний продукт на душу населения на 2003 год составляет 1861,07 реалов (данные: Бразильский институт географии и статистики).
- Индекс развития человеческого потенциала на 2000 год составляет 0,630 (данные: Программа развития ООН).